# Лудвиг Кремлинг
Лудвиг Кремлинг (њем. Ludwig Kremling; Бела Црква, 12. мај 1861 — Нови Сад, 29. мај 1930) био је правник и први предсједник Угарске њемачке народне странке и Њемачке странке у Краљевини Срба, Хрвата и Словенаца.

## Биографија
Лудвиг Кремлин је потицао из занатлијске породице, а похађао је њемачку основну школу и њемачку реалну гимназију у Белој Цркви. На Универзитету у Будимпешти је први пут уписао историју и географију 1880, међутим за вријеме Херцеговачког устанка 1882, изузет је као резервни официр. Од 1883. студирао је право, што је на крају и докторирао. У родном граду се 1893. афирмисао као адвокат. Ту је изабран за члана мјесног савјета и потпредсједника општинске школске управе; у међувремену је био и на дужности начелника општинске пореске управе.
Након распуштања Војне крајине и њеног укључивања у састав Краљевине Угарске, Кремлин се противио каснијој мађаризацији и залагао се за права на употребу њемачког, српског и румунског језика у школама и администрацији. Био је један од оснивача њемачких дневних новина за Угарску и удружења Њемачко-угарски пријатељ. Заједно са српским и румунским представницима основао је Странку уједињених народа 1902. која је имала слободарски програм. Као кандидат из Пландишта, тијесно је изгубио изборе за Угарски сабор 1905. године.
У Вршцу је 30. децембра 1906. основао Угарску њемачку народну странку, чији је предсједник био све до распуштања 1929. године. У Краљевини Срба, Хрвата и Словенаца био је предсједник Њемачке странке основане 1922. године.